# Naucleopsis chiguila
Naucleopsis chiguila är en mullbärsväxtart som beskrevs av Raymond Benoist. Naucleopsis chiguila ingår i släktet Naucleopsis och familjen mullbärsväxter. Inga underarter finns listade i Catalogue of Life.